# Juan Fernando Hincapié
Juan Fernando Hincapié Montoya (Bogotá, Colombia, 25 de septiembre de 1978) es un escritor y traductor colombiano.
Se graduó de la Maestría en Creación Literaria en la Universidad de Texas en El Paso, y realizó estudios de doctorado en Lingüística Española en la Universidad de Houston. Su primer libro, Gringadas (Ediciones B, 2010) fue elegido por la revista SoHo como uno de los mejores del año. Obtuvo el Premio Nacional de Cuento Ciudad de Bogotá, categoría jóvenes, en 2003, y fue finalista en 2009. Ha sido editor del Rio Grande Review y de Aceitedeperro. Colabora frecuentemente con revistas, es traductor y docente universitario. En 2015, Rey Naranjo Editores publicó su primera novela, Gramática pura; y en 2018 publicó con la misma editorial su primera novela en inglés, Mother Tongue: A Bogotan Story.
Es el primer colombiano en traducir Drácula de Bram Stoker, y Frankenstein de Mary Shelley, ambos con Panamericana Editorial (en 2017 y 2018, respectivamente); también tradujo el libro Un vaso de agua bajo mi cama de Daisy Hernández (R+N, 2018). Es el editor de la antología de cuento colombiano contemporáneo Puñalada trapera (R+N, 2017)

## Obra publicada

### Novela
- Gramática pura, Rey Naranjo Editores, Bogotá, 2015. ISBN 9789585739161
- Mother Tongue: A Bogotan Story, Rey Naranjo Editores, Bogotá, 2018. ISBN 9789588969572

### Cuento
- Gringadas, Ediciones B, Bogotá, 2010. ISBN 9789588294636

### Traducciones
- Drácula, de Bram Stoker, Panamericana Editorial, Bogotá, 2017. ISBN 9789583054891
- Frankenstein, de Mary Shelley, Panamericana Editorial, Bogotá, 2018. ISBN 9789583056772
- Un vaso de agua bajo mi cama, de Daisy Hernández, Rey Naranjo Editores, Bogotá, 2018. ISBN 9789588969596
- Sherlock Holmes: Novelas, de Arthur Conan Doyle, Panamericana Editorial, Bogotá, 2020. ISBN 9789583060816

### Antologías
- Puñalada trapera, Rey Naranjo Editores, Bogotá, 2017. ISBN 9789588969473

## Premios
- Premio Nacional de Cuento Ciudad de Bogotá, categoría jóvenes, en 2003. Finalista en 2009.